# ジョーンズTM
ジョーンズTM株式会社(JonesTM, Inc.)は、アメリカのテキサス州ダラスに本社があるジングル制作会社である。

## 概要
社名のジョーンズTM社のTM部分であるトム・メリマン(Tom Merriman)が1968年廃業のシー・アール社(CRC)を創めた年である1955年にさかのぼった沿革とすれば、ジョーンズTM社は、今のところ、現役会社では最古参のジングル制作会社である。トム・メリマンは、1967年にシー・アール社の下を去り、後に株式公開会社でTMコミュニケーション社(TM Communications, Inc.)として知られるTMプロダクション(TM Productions)をジム・ロングと共に創業した。この頃、後の社名がセンチュリー・トウェニーワン番組制作社(Century 21 Programming Inc.)として知られるセンチュリー・トウェニーワン・プロダクション(Century 21 Productions)も別のダラスに本社があるジングル制作会社として創業している。
TMプロダクションとセチュリートウェニーワンプロダクションの両社は、TMコミュニケーション-社とセンチュリートウェニーワン番組制作社が合併しTMセンチュリー社TM(Century, Inc.)として誕生する1990年までジングル制作の現役会社だった。
TMプロダクションは、ビジネスを続けるなかで、MGブロードキャスティングサービス社(Media General Broadcast Services)のジングル作品アーカイブス、テープ類、コールサイン放送時向けジングルを手に入れた。MGブロードキャスティングサービス社の親会社であるMG社は、一昔前にペッパー・サウンド・スタジオ(Pepper Sound Studios)とか、かつてはペッパー・アンド・ターナー社(Pepper & Tanner)として知られていたメンフィスにあるウィリアム・ターナー社(William B. Tanner Company) の買収企業である。メンフィスにおいてMG社による親会社的運営が断念された後で、マスターテープ類や音楽素材コレクションが、梱包されダラスに移送された。局コールサイン時向け共用ジングルと注文で制作されたジングルの全部の資料テープもCM用ジングルもメンフィスに送られずに大量処分された。ジョーンズTM社は、著作権を留保しながらも、メディア・プリザーベーション・ファウンデーション(MPF)という組織に前述のコレクション類の管理を任せている。移送分の作品アーカイブス等については、完結したコレクションといえる状態でなかったが、ラジオ局向けとして現在も販売中のジョーンズTM社の各種ジングルのアーカイブスと統合されている。
TMプロダクションやセチュリートウェニーワンプロダクションは、エドワード・イェリン、ケン・サンダーランド・プロダクション、スターリングサウンド社、他数社によって手がけられた過去何十年もの音の財産といえる他の作品類も統合している。やはり、この音の財産といえる作品類も本来のコレクションとしては完璧でなく価値の低い作品まであったが、そのまま収蔵されている。
ジョーンズTM社の一部署であるスタジオ・ドラゴンフライ(Studio Dragonfly)は、希望する放送局にジングル制作を定額で請負っている。スタジオ・ドラゴンフライが低価格制作しているジングルの一部は、かつてのTMプロダクションとかセンチュリー・トウェニーワン・プロダクションなどの頃に制作されたジングルをベースにしている。ジョーンズTM社には、ジングルバンク(JingleBank)の名で有名なCM向けジングル専門に扱っている部署もある。2006年にジョーンズTM社は、ジングルのコアマニア向けに(放送業務では使用しない条件付での)個人からのジングル制作の発注をiJinglesというWEBサイトで開始している。
ジョーンズTM社及び沿革となった会社の時代より、ブルース・アップチャーチ、ブルース・ワームス、グレッグ・クランシー、バリー・ヤングといったジングルの作曲者らが、曲集(パッケージ)の作曲を行っている。現在は八十代になったトム・メリマンは、最新作としては2005年の"KLUV's Greatest Hits"といった放送局向けジングルパッケージの曲作りを行っている。
ジョーンズTM社及び沿革の会社の頃からの顧客の全ラジオ局の中で、現在迄のところ、ニューヨークシティのWPLJという局が最多発注の局で1991年から7曲の依頼を行っている。ジョーンズTM社は、2006年9月にそれまでの株主から株を買い上げ、ジョーンズ・メディア・グループ(Jones Media Group)の全額出資子会社になっている。
ジョーンズTM社や他のコールサイン用ジングル製作者(会社)に関する詳細な歴史については、ドン・ワーシャム著 "The Hits Between The Hits: The History Of Radio ID Jingles"に記述がある。ISBN0974268909